# 贝丽特·迪格尔
贝丽特·迪格尔（挪威語：Berit Digre，1967年4月3日—），生于特隆赫姆，挪威前女子手球运动员。她曾代表挪威国家队参加1988年夏季奥林匹克运动会手球比赛，获得一枚银牌。